# ماركوس رايت
ماركوس رايت (بالإنجليزية: Monty Wright)‏ (29 مايو 1931 في المملكة المتحدة - 2012) هو لاعب كرة قدم بريطاني في مركز نصف الجناح. لعب مع ستوكبورت كونتي وليدز يونايتد ونادي تشستر سيتي.